# Liuzhou (stacja kolejowa)
Liuzhou (chiń. 柳州站; pinyin Liǔzhōu Zhàn) – stacja kolejowa w Liuzhou, w regionie autonomicznym Kuangsi, w Chinach. Znajdują się tu 3 perony.